# La Croix-de-la-Rochette
La Croix-de-la-Rochette ist eine französische Gemeinde mit 382 Einwohnern (Stand: 1. Januar 2022) im Département Savoie in der Region Auvergne-Rhône-Alpes (vor 2016 Rhône-Alpes). Sie liegt im Arrondissement Chambéry und dem Kanton Montmélian (bis 2015 La Rochette). 

## Lage
La Croix-de-la-Rochette liegt etwa 21 Kilometer südöstlich von Chambéry. Umgeben wird La Croix-de-la-Rochette von den Nachbargemeinden Saint-Pierre-de-Soucy im Norden und Westen, Villard-Sallet im Norden und Nordosten, Rotherens im Osten sowie Valgelon-La Rochette mit La Rochette im Süden.

## Weblinks

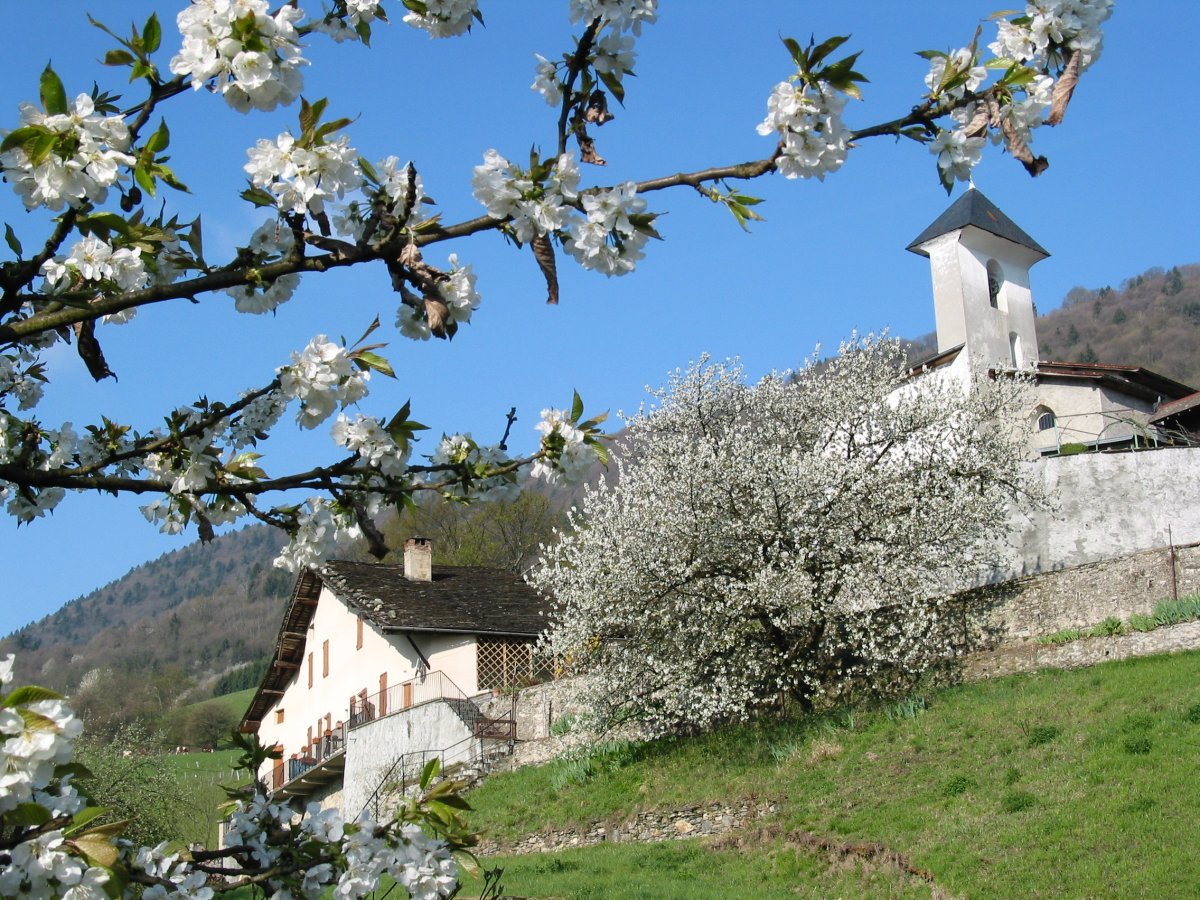
Kirche

## Bevölkerungsentwicklung
| Jahr                       | 1962 | 1968 | 1975 | 1982 | 1990 | 1999 | 2006 | 2013 |
| -------------------------- | ---- | ---- | ---- | ---- | ---- | ---- | ---- | ---- |
| Einwohner                  | 218  | 211  | 205  | 150  | 186  | 181  | 240  | 322  |
| Quellen: Cassini und INSEE |      |      |      |      |      |      |      |      |

## Sehenswürdigkeiten
- Kirche aus dem 19. Jahrhundert
- Wehrhaus aus dem 13. Jahrhundert